# Zamek Hirosaki
Zamek Hirosaki (jap. 弘前城 Hirosaki-jō) – zamek w Japonii, należy do typu hirayama-jiro w 1611 roku. Był siedzibą rodu Tsugaru, tozama-daimyō (o dochodzie 47 tys. koku ryżu), który władał hanem Hirosaki w prowincji Mutsu (ob. prefektury: Fukushima, Miyagi, Iwate, Aomori). Obecnie obszar ten jest centralną częścią miasta Hirosaki w prefekturze Aomori. Był on znany również jako zamek Takaoka (jap. 鷹岡城 lub 高岡城 Takaoka-jō).
Zamek Hirosaki rozciąga się na 612 m ze wschodu na zachód oraz 947 m z północy na południe. Jego obszar został podzielony na sześć dziedzińców, które były otoczone fosami. Znany historyk i pisarz Ryōtarō Shiba (1923–1996) nazywał go jednym z „siedmiu słynnych zamków Japonii” w swojej serii esejów pt.: Kaidō wo yuku.

## Historia
Pod koniec okresu Sengoku były sługa rodu Nanbu, Tamenobu Ōura, otrzymał w nagrodę ziemię o przychodach równych 45 tys. koku od Hideyoshiego Toyotomi za udział w zdobyciu twierdzy Odawara w 1590 roku i przyjął nazwisko Tsugaru. W bitwie pod Sekigaharą stanął po stronie Ieyasu Tokugawy dzięki czemu został uznany władcą hanu Hirosaki, a jego przychody wzrosły do 47 tys. koku ryżu.
W 1603 r. rozpoczął budowę zamku Hirosaki, ale została ona zawieszona po jego śmierci w Kioto w 1604 r., a następnie wznowiona w 1609 r. przez jego następcę, Nobuhirę Tsugaru, który rozebrał zabudowania zamków Horikoshi i Ōura, aby uzyskać materiały w celu przyspieszenia jego budowy. Nowy zamek został ukończony w 1611 r. W 1627 r. w wyniku uderzenia pioruna główny gmach zamku stanął w płomieniach. Gdy ogień dotarł do magazynu prochu strzelniczego spora część budynku eksplodowała. Zamek nie został odbudowany aż do 1810 r., kiedy zainteresował się nim dziewiąty daimyō, Yasuchika Tsugaru.
Podczas restauracji Meiji, kiedy zniesiono system hanów, klan Tsugaru przekazał zamek nowemu rządowi. W 1871 r. na zamku stacjonował oddział Cesarskiej Armii Japońskiej, a dwa lata później zabudowania pałacowe, szkoła sztuk walki i większość murów zamkowych zostały rozebrane. W 1906 r., dwie pozostałe wieże (yagura) uległy spaleniu.
W 1909 r. został wzniesiony czterometrowy pomnik z brązu Tamenobu Tsugaru na miejscu donżonu. W 1937 r. osiem budowli na terenie zamku zostało uznanych przez rząd za „narodowe dobra kultury”. W 1944 r. elementy zamku wykonane z brązu zostały rozebrane.
W 1950 r., w ramach nowego systemu ochrony własności kulturalnej, pozostała część struktur zamku (z wyjątkiem wschodniej bramy trzeciego dziedzińca) trafiły na listę dóbr kulturowych Japonii. Obszerne badania archeologiczne na przełomie lat 1999-2000 doprowadziły do odkrycia fundamentów dawnego pałacu i struktur chramu shintō. Zamek został wpisany na listę Stu zamków Japonii w 2006 roku.
We wrześniu 2015 roku rozpoczął się remont kamiennego cokołu wieży Zamku wymagający tymczasowego przesunięcia stojącego na nim budynku o kilkadziesiąt metrów.

## Struktura i ogrody

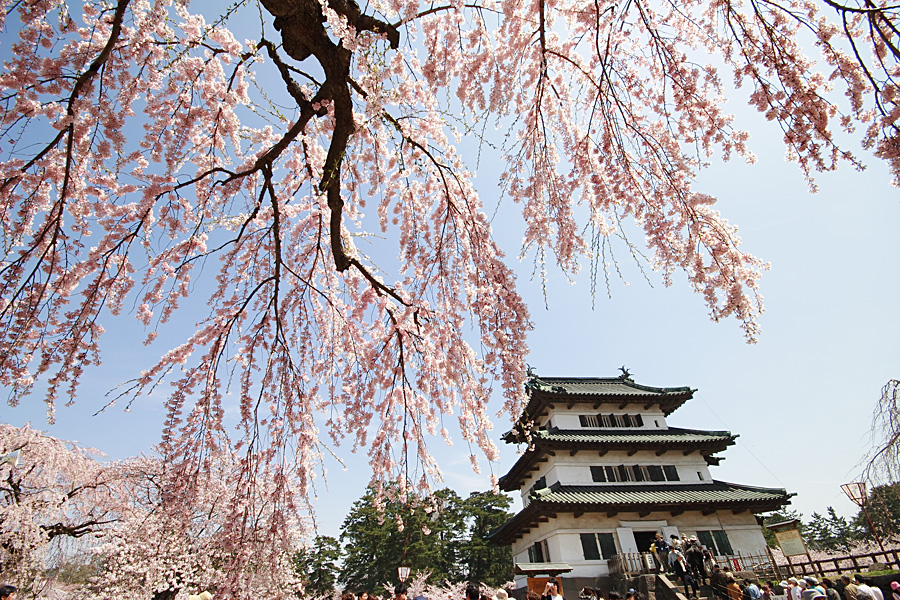
Zamek Hirosaki w porze kwitnących drzew wiśni

Obecny kształt zamku został ustalony w 1811 roku. Jest to trzypiętrowy budynek z trzema dachami, o wysokości 14,4 metrów. W wyniku ograniczeń finansowych jest on mniejszy niż wersja z początku okresu Edo. Obecnie jest oddzielną konstrukcją wolnostojącą, ale przed 1896 r. był połączony z obronną bramą.
Wokół zamku z okresu Edo zachowały się:
- dwa pierścienie obronne: drugi (ni-no-maru) i trzeci (san-no-maru, rejon zamku najbardziej zewnętrzny);
- trzy wieże-baszty (yagura) w drugiej cytadeli (ni-no-maru): Tatsumi, Hitsujisaru, Ushitora;
- pięć bram w obu umocnieniach.

Park otaczający Hirosaki jest jednym ze znanych miejsc w Japonii, gdzie można obserwować kwitnące drzewa wiśni (sakura). Ponad milion osób odwiedza park, aby podziwiać 2 600 drzew (które pierwotnie zostały posadzone na tym terenie około 1903 r.) podczas Sakura Matsuri (Festiwalu Kwiatów Wiśni), gdy kwiaty wiśni są w rozkwicie. 

## Wyjaśnienia dot. nazewnictwa
Ichi-no-maru (honmaru, centrum zamku, główna część), ni-no-maru, san-no maru to pierścienie kolejnych umocnień, murów otaczających zamek. Najbardziej zewnętrzny jest trzeci, san-no maru.
Tatsumi, Ushitora, Hitsujisaru, Inui to dawne nazwy pośrednich kierunków świata, według zodiaku chińskiego.